# Пало-Пинто (округ)
Округ Пало-Пинто (англ. Palo Pinto County) — округ штата Техас Соединённых Штатов Америки. На 2000 год в нем проживало 27 026 человек. По оценке бюро переписи населения США в 2009 году население округа составляло 27 567 человек. Окружным центром является город Пало-Пинто.

## История
Округ Пало-Пинто был сформирован в 1856 году. Он был назван по названию реки Пало-Пинто-Крик (исп. Palo Pinto — крашенная трость).

## География
По данным бюро переписи населения США площадь округа Пало-Пинто составляет 2550 км², из которых 2470 км² — суша, а 85 км² — водная поверхность (3,30 %).

### Основные шоссе
- Федеральная автострада 20
- Шоссе 180
- Шоссе 281
- Автострада 16
- Автострада 108

### Соседние округа
- Джэк  (север)
- Паркер  (восток)
- Худ  (юго-восток)
- Ират  (юг)
- Истленд  (юго-запад)
- Стивенс  (запад)
- Янг  (северо-запад)